# Битва на реке Мимбрес
Битва на реке Мимбрес (англ. Battle of the Mimbres River) — сражение Апачских войн, происшедшее на западном берегу реки Мимбрес, на юго-востоке штата Нью-Мексико (США) в 1860 году между отрядом американских ополченцев во главе с Джеймсом Генри Тевисом и чирикауа-апачами во главе с Мангасом Колорадасом.
4 декабря 1860 года на рассвете отряд из тридцати вооружённых старателей-горняков атаковал лагерь апачей, мстя за украденный скот. Не ожидавшие нападения апачи были быстро разбиты в коротком ближнем бою. Четыре воина были убиты, неизвестное количество ранено; о жертвах среди ополченцев ничего неизвестно. Тринадцать индейских женщин и детей были захвачены ополченцами, после того как оставшиеся в живых воины апачей (включая Мангаса Колорадаса) бежали, оставив свои семьи. В результате этого нападения горняки вернули часть своего скота.